# Maison d'acceptation
En Droit cambiaire (Droit relatif au Change), une maison d'acceptation (Accepting house) était une institution principalement britannique spécialisée dans l' "acceptation bancaire" et la garantie des lettres de change facilitant ainsi le prêt d'argent.  En France, au début du XXème siècle, l'article 121 du Code de commerce précisait  « celui qui accepte une lettre de change contracte l'obligation d'en payer le montant » ; l'acceptation valait donc un engagement personnel et irrévocable du banquier qui la donnait, lequel devenait débiteur principal et direct du porteur. Un tel engagement, venant d'une grande banque, valait toutes les garanties. Il était très utilisé dans de commerce inter-
national où souvent le client ne connait pas le vendeur et réciproquement.  
Le terme "maison d'acceptation" était plus une indication de statut que de fonction.

## Histoire
Les maisons d'acceptation ont assumé d'autres fonctions à mesure que l'utilisation des lettres de change diminuait, revenant à leur fonction initiale plus large de banque d'affaires. 
Les «Accepting Houses» de la City de Londres étaient représentées à Westminster par le Accepting Houses Committee, qui assurait la coordination des politiques entre elles, et avec le Trésor britannique et la Banque d'Angleterre.
Les lettres de change approuvées par les membres du Comité étaient à l'origine éligibles au réescompte à la Banque d'Angleterre, bien que ce droit ait finalement été étendu à d'autres banques au Royaume-Uni et à l'étranger. 
Au moment de la crise de 1929, Louis Pommery (1929) décrit, dans la Revue d'économie politique la technique du « Crédit par acceptation », et explique que l'« acceptation de banque », comme un instrument de paiement et de crédit, joue encore dans les règlements internationaux, un rôle très important. Selon Pommery, le « crédit par acceptation » permet au banquier « qui le consent de prêter, non pas des fonds, mais sa signature. Il revêt de son acceptation une traite tirée sur lui, soit par le bénéficiaire mème du crédit, soit par un tiers que ce dernier mandate à cet effet. Le tireur escompte ensuite cette acceptation et entre ainsi en possession des fonds qui lui sont nécessaires ou qui lui sont dus. (...)  L'acceptation du banquiér confère à la traite - pour autant, bien entendu, qu'il s'agit d'un banquier dont la signature n'est pas discutée. une qualité qui la fait rechercher des escompteurs et lui assure une négociation facile à des conditions avantageuses ».
La plupart des maisons d'acceptation ont été absorbées par de plus grandes entités bancaires au cours des années 1980 et des années 1990.[citation nécessaire]

## Exemples
Les banques agrées comme maisons d'acceptations ne sont pas nombreuses ; ce sont notamment :Hambros Bank, Hill Samuel, Morgan Grenfell, Rothschild, J. Henry Schroder Wagg, Arbuthnot Latham, Seligman Brothers, William Brandts et SG Warburg. 